# DOPP
A DOPP csoport Krzysztof Ducki, Orosz István, Pinczehelyi Sándor és Pócs Péter által 1987-ben létrehozott plakáttervező társaság. Több közös kiállításon szerepeltek együtt Magyarországon és külföldön. Gyakran állítottak ki meghívott művészkollegákkal együtt, ezeknek a tárlatoknak a DOPP és barátai címet adták. A DOPP csoport és barátai alapították meg 2004-ben a Magyar Plakát Társaságot.

## Válogatott kiállítások

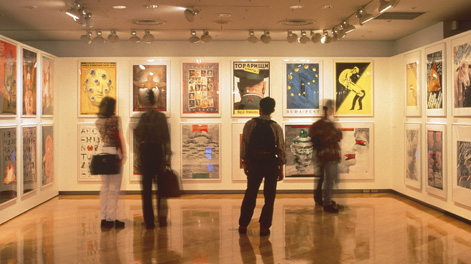
DOPP kiállítás Tokióban, 1996-ban

- 1987  DOPP, Magyar Kultúra Háza, Varsó
- 1987  DOPP és barátai: Magyar Kultúra Háza, Prága
- 1990  DOPP, Grenoble
- 1990  DOPP, Grigliasco
- 1991  DOPP, Colorado State University, Fort Collins
- 1996  DOPP, Ginza Graphic Gallery, Tokió
- 1998  DOPP, Vigadó Galéria, Budapest.